# 两海会馆
两海会馆位于中国广东省梅州市兴宁市兴城镇神光路五号，是一座潮汕风格的古建筑，两海会馆建于清嘉庆11年（公元1806年），由发达的潮商自发号召在兴宁的潮汕八邑人士捐资建成。2002年7月17日年被列为广东省文物保护单位。